# Luigi Barlassina
Luigi Barlassina (30. dubna 1872, Turín – 27. září 1947, Jeruzalém) byl italský římskokatolický biskup, v letech 1920 – 1947 patriarcha Latinského patriarchátu jeruzalémského a administrátor Řádu Božího hrobu.